# Jeux d'eau
Jeux d’eau es una obra para piano solo del compositor francés Maurice Ravel. El título a menudo se traduce como “Juegos de agua”, “Fuentes”, (véase Jeux d'eau, diseños acuáticos en los jardines.) La obra, un virtuoso poema tonal, está inspirada en Franz Liszt (en sus Jeux d'eau a la Villa d'Este), y como también Ravel explicó: 

Jeux d’eau, que se publicó en 1901, está en el origen de las novedades pianísticas que pueden descubrirse en mis obras. Esta obra, inspirada por el ruido del agua y los sonidos musicales que sugieren el desliz de las aguas, las cascadas, y los arroyos, está basada en dos temas trabajados al modo de un primer movimiento de sonata; sin embargo, no se sujeta al plan tonal clásico.

Esta obra es considerada uno de los primeros ejemplos de "impresionismo musical" dentro de las composiciones de Ravel. En el tiempo en que la escribía, Ravel era estudiante de Gabriel Fauré a quien dedicó la obra. Ricardo Viñes dio el estreno de la obra en 1902, si bien la había tocado en privado para Los Apaches antes. Escrito en el manuscrito de Ravel, e incluido frecuentemente en las ediciones publicadas, dice "Dieu fluvial riant de l'eau qui le chatouille... / Henri de Régnier" que podría traducirse como "Dios fluvial que ríes mientras fluyes en el agua..."; esta cita es de Fête d'eau de Régnier como una nota que señala que se debe tocar ligeramente. A un pianista que tocó la obra muy lento, Ravel le dijo que las cascadas sonaban tristes.